# Night of Champions 2014
Night of Champions 2014 was een pay-per-viewevenement in het professioneel worstelen dat georganiseerd werd door de WWE. Dit evenement was de 8e editie van Night of Champions en vond plaats in het Bridgestone Arena in Nashville (Tennessee) op 21 september 2014.
Triple H kondigde op Main Event (uitgezonden op 19 augustus 2014) aan dat als "main event" van dit evenement er een match zou zijn tussen de huidige WWE World Heavyweight Champion Brock Lesnar en de uitdager John Cena voor de WWE World Heavyweight Championship als rematch van SummerSlam, waar Cena de titel aan Lesnar had verloren.
Origineel was er ook een wedstrijd gepland tussen Seth Rollins  en Roman Reigns. Deze kon echter niet doorgaan, wegens een spoedoperatie van Reigns, die hij de dag voor het evenement moest ondergaan.

## Wedstrijden
| Nr. | Match | Winnaar(s)                                  |
| --- | --- | ------------------------------------------- |
| 1 | The Usos (c) vs. Goldust & Stardust in een tag team match voor het WWE Tag Team Championship                        | Goldust & Stardust (nc)                     |
| 2 | Sheamus (c) vs. Cesaro in een een-op-eenmatch voor het WWE United States Championship                               | Sheamus                                     |
| 3 | Dolph Ziggler (c) vs. The Miz in een een-op-eenmatch voor het WWE Intercontinental Championship                     | The Miz (nc)                                |
| 4 | Mark Henry vs. Rusev in een een-op-eenmatch                                                                         | Rusev                                       |
| 5 | Chris Jericho vs. Randy Orton vs. in een een-op-eenmatch                                                            | Randy Orton                                 |
| 6 | Paige (c) vs. AJ Lee vs. Nikki Bella in een Triple Threat match voor het WWE Divas Championship                     | AJ Lee (nc)                                 |
| 7 | Brock Lesnar (c) (met Paul Heyman) vs. John Cena in een een-op-eenmatch voor het WWE World Heavyweight Championship | John Cena (door middel van diskwalificatie) |
| (c) – Geeft aan dat de deelnemer(s) kampioen(en) was/waren voor de match (nc) – Geeft aan dat de deelnemer(s) kampioen(en) was/waren na de match | |                                             |